# The Heart That Knew
The Heart That Knew è un cortometraggio muto del 1915. Il nome del regista non viene riportato nei credit del film che, prodotto in Francia, fu distribuito negli Stati Uniti dalla Pathé Frères con un titolo inglese (il titolo originale risulta sconosciuto).

## Produzione
Il film fu prodotto dalla Pathé Frères.

## Distribuzione
Importato dalla Pathé Frères e distribuito dalla Pathé Exchange, il film - un cortometraggio di tre bobine - uscì nelle sale cinematografiche USA nel giugno 1915.